# Чемпионат Азии по фехтованию 2011
Чемпионат Азии по фехтованию 2011 проходил в Сеуле с 8 по 13 июля 2011 года. Всего на турнире было разыграно 12 комплектов наград: мужская и женская рапира, шпага и сабля в командном и индивидуальном первенствах.

## Общий медальный зачёт
| Место          | Страна           | Золото | Серебро | Бронза | Всего |
| -------------- | ---------------- | ------ | ------- | ------ | ----- |
| 1              | Республика Корея | 9      | 4       | 5      | 18    |
| 2              | Китай            | 3      | 4       | 9      | 16    |
| 3              | Япония           | 0      | 3       | 2      | 5     |
| 4              | Казахстан        | 0      | 1       | 3      | 4     |
| 5              | Гонконг          | 0      | 0       | 4      | 4     |
| 6              | Кыргызстан       | 0      | 0       | 1      | 1     |
| Всего стран: 6 | Всего стран: 6   | 12     | 12      | 24     | 48    |

## Медалисты

### Мужчины
| Дисциплина                  | Золото                                                                    | Серебро                                                  | Бронза                                                                               |
| --------------------------- | ------------------------------------------------------------------------- | -------------------------------------------------------- | ------------------------------------------------------------------------------------ |
| Шпага Личное первенство     | Чон Джин Сон (KOR)                                                        | Эльмир Алимжанов (KAZ)                                   | Ли Гуоцзе (CHN)                                                                      |
| Шпага Личное первенство     | Чон Джин Сон (KOR)                                                        | Эльмир Алимжанов (KAZ)                                   | Пак Гён Ду (KOR)                                                                     |
| Шпага Командное первенство  | Республика Корея · Чон Джин Сон · Чон Сын Хва · Ким Вон Джин · Пак Гён Ду | Китай · Ли Гуоцзе · Ван Лэй · Ван Сэнь · Инь Ляньчи      | Кыргызстан · Александр Черных · Михаил Иванов · Сергей Качурин · Евгений Наумкин     |
| Шпага Командное первенство  | Республика Корея · Чон Джин Сон · Чон Сын Хва · Ким Вон Джин · Пак Гён Ду | Китай · Ли Гуоцзе · Ван Лэй · Ван Сэнь · Инь Ляньчи      | Казахстан · Дмитрий Алексанин · Эльмир Алимжанов · Дмитрий Грязнов · Руслан Курбанов |
| Рапира Личное первенство    | Квон Ён Хо (KOR)                                                          | Кэнта Тида (JPN)                                         | Хуан Лянцай (CHN)                                                                    |
| Рапира Личное первенство    | Квон Ён Хо (KOR)                                                          | Кэнта Тида (JPN)                                         | Чжу Цзюнь (CHN)                                                                      |
| Рапира Командное первенство | Китай · Хуан Ляньцай · Лэй Шэн · Чжан Лянлян · Чжу Цзюнь                  | Япония · Сугуру Авадзи · Кэнта Тида · Рё Миякэ · Юки Ота | Республика Корея · Чхве Бён Чхоль · Хо Джун · Чон Чхан Ён · Квон Ён Хо               |
| Рапира Командное первенство | Китай · Хуан Ляньцай · Лэй Шэн · Чжан Лянлян · Чжу Цзюнь                  | Япония · Сугуру Авадзи · Кэнта Тида · Рё Миякэ · Юки Ота | Гонконг · Чён Сю Лунь · Николас Чой · Чу Вин Хон · Кевин Нгань                       |
| Сабля Личное первенство     | Вон У Ён (KOR)                                                            | Ку Бон Гиль (KOR)                                        | О Ын Сок (KOR)                                                                       |
| Сабля Личное первенство     | Вон У Ён (KOR)                                                            | Ку Бон Гиль (KOR)                                        | Лю Сяо (CHN)                                                                         |
| Сабля Командное первенство  | Республика Корея · Ку Бон Гиль · Ким Джон Хван · О Ын Сок · Вон У Ён      | Китай · Цзян Кэлюй · Лю Сяо · Ван Цзинчжи · Чжун Мань    | Гонконг · Сайрус Чжан · Лам Хин Цхунь · Лоу Хо Тхинь · Янь Хонь Пань                 |
| Сабля Командное первенство  | Республика Корея · Ку Бон Гиль · Ким Джон Хван · О Ын Сок · Вон У Ён      | Китай · Цзян Кэлюй · Лю Сяо · Ван Цзинчжи · Чжун Мань    | Казахстан · Андрей Балабаев · Евгений Фролов · Ерали Тиленшиев · Жансерик Турлыбеков |

### Женщины
| Дисциплина                  | Золото                                                                | Серебро                                                             | Бронза                                                                    |
| --------------------------- | --------------------------------------------------------------------- | ------------------------------------------------------------------- | ------------------------------------------------------------------------- |
| Шпага Личное первенство     | Чхве Ин Джон (KOR)                                                    | Ло Сяоцзюань (CHN)                                                  | Син А Рам (KOR)                                                           |
| Шпага Личное первенство     | Чхве Ин Джон (KOR)                                                    | Ло Сяоцзюань (CHN)                                                  | Инь Минфан (CHN)                                                          |
| Шпага Командное первенство  | Китай · Ло Сяоцзюань · Сунь Юйцзе · Сюй Аньци · Инь Минфан            | Республика Корея · Чхве Ын Сук · Чхве Ин Джон · О Юн Хи · Син А Рам | Япония · Кодзуэ Хорикава · Мэгуми Икэда · Нодзоми Накано · Аяка Симоокава |
| Шпага Командное первенство  | Китай · Ло Сяоцзюань · Сунь Юйцзе · Сюй Аньци · Инь Минфан            | Республика Корея · Чхве Ын Сук · Чхве Ин Джон · О Юн Хи · Син А Рам | Гонконг · Бьорк Цэн · Чён Сик Луй · Вивиан Кун · Ён Чёй Лин               |
| Рапира Личное первенство    | Нам Хён Хи (KOR)                                                      | Чон Гир Ок (KOR)                                                    | Лю Юнши (CHN)                                                             |
| Рапира Личное первенство    | Нам Хён Хи (KOR)                                                      | Чон Гир Ок (KOR)                                                    | Лэ Хуэйлинь (CHN)                                                         |
| Рапира Командное первенство | Республика Корея · Чон Хи Сук · Чон Гир Ок · Ли Хе Сон · Нам Хён Хи   | Япония · Кёми Хирата · Канаэ Икэхата · Сихо Нисиока · Чие Ёсидзава  | Китай · Чэнь Цзиньянь · Лэ Хуэйлинь · Лю Юнши · Сунь Чао                  |
| Рапира Командное первенство | Республика Корея · Чон Хи Сук · Чон Гир Ок · Ли Хе Сон · Нам Хён Хи   | Япония · Кёми Хирата · Канаэ Икэхата · Сихо Нисиока · Чие Ёсидзава  | Гонконг · Чён Хо Кин · Линь Поу Хён · Лиу Янь Вай · Лиза То               |
| Сабля Личное первенство     | Чэнь Сяодун (CHN)                                                     | Ли Ра Чжин (KOR)                                                    | Чжу Минь (CHN)                                                            |
| Сабля Личное первенство     | Чэнь Сяодун (CHN)                                                     | Ли Ра Чжин (KOR)                                                    | Ким Кым Хва (KOR)                                                         |
| Сабля Командное первенство  | Республика Корея · Ким Джи Ён · Ким Кым Хва · Ким Сон Хи · Ли Ра Чжин | Китай · Чэнь Сяодун · Ни Хун · Тань Сюэ · Чжу Минь                  | Япония · Тика Аоки · Махо Хамада · Сэйра Накаяма · Тидзуру Огинэдзава     |
| Сабля Командное первенство  | Республика Корея · Ким Джи Ён · Ким Кым Хва · Ким Сон Хи · Ли Ра Чжин | Китай · Чэнь Сяодун · Ни Хун · Тань Сюэ · Чжу Минь                  | Казахстан · Алия Бектурганова · Тамара Почекутова · Юлия Живица           |